# Lapsang souchong

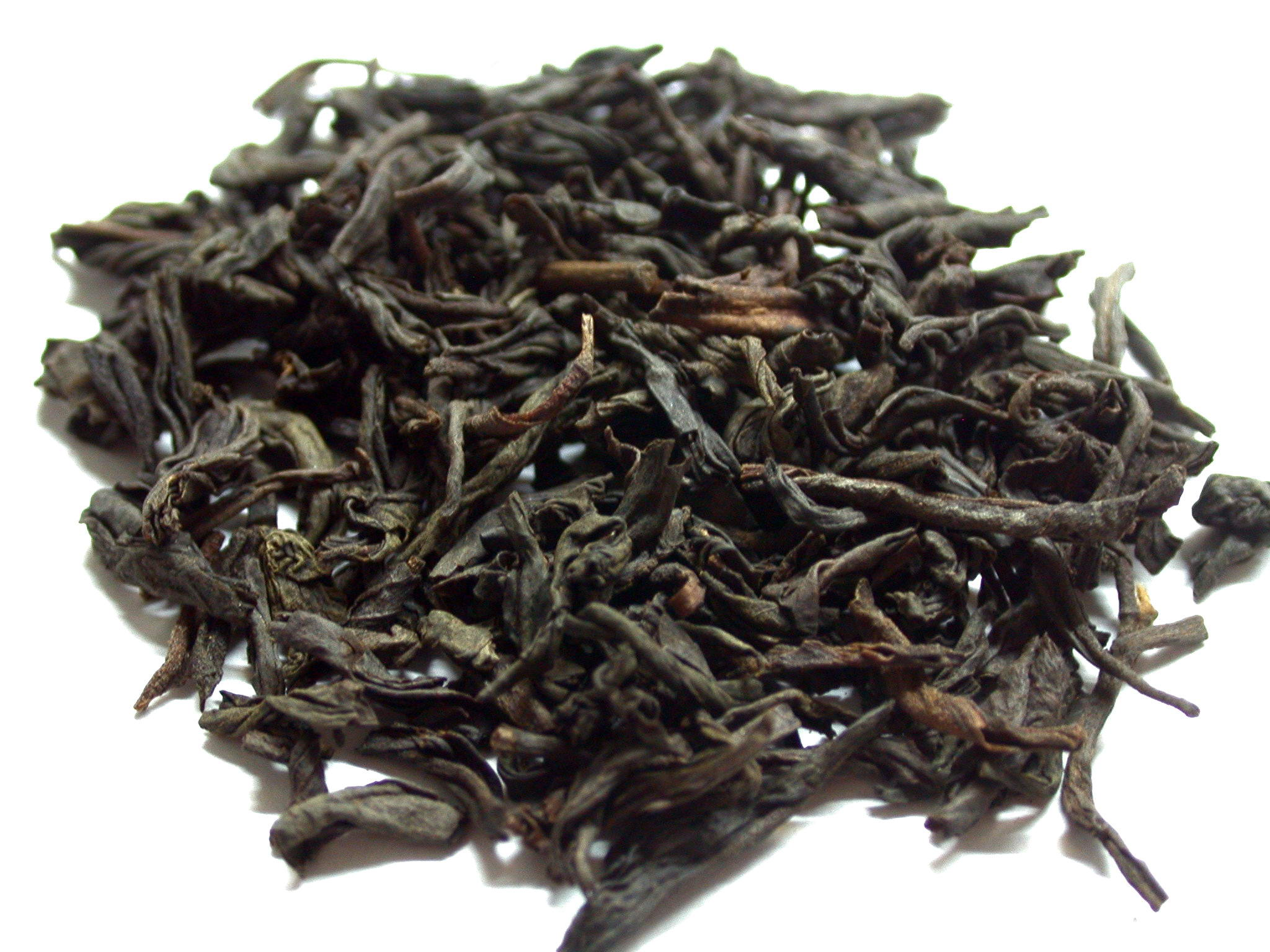
Lapsang souchong

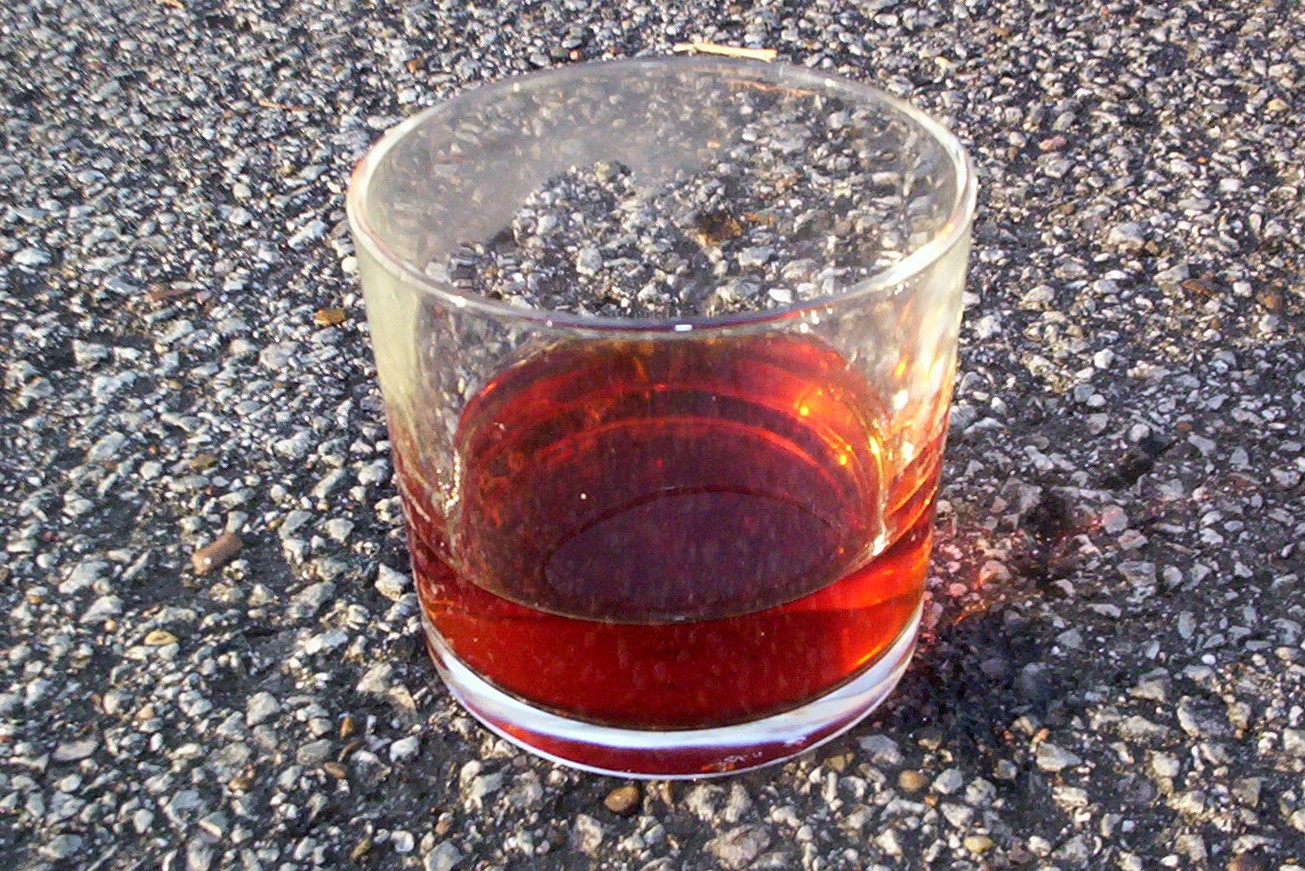
Glas met Lapsang souchong-thee

Lapsang souchong (正山小种 of 烟小种) is een zwarte theesoort uit China.  
Lapsang souchong komt oorspronkelijk uit de provincie Fujian. Er bestaat een gerookte en een ongerookte variant, waarbij de gerookte verreweg de bekendste is.

## Gerookte lapsang souchong
Na oxidatie wordt deze thee in bamboemanden gedroogd boven brandend naald- of cipressenhout. Hierbij wordt een sterke rooksmaak ontwikkeld. 
Een legende verhaalt dat deze manier om thee te prepareren bij toeval is ontdekt. Tijdens de Qing-dynastie hield een legereenheid een kampement in een theefabriek. Nadat de soldaten eindelijk waren vertrokken realiseerden de theefabriekarbeiders zich dat ze te weinig tijd hadden om de thee op de gebruikelijke wijze te drogen en daarom droogden ze de thee boven het vuur. De nieuwe smaak was een sensatie. 
Deze thee is zeer sterk van smaak, velen vinden dat deze thee het beste tijdens winteravonden kan worden gedronken of gecombineerd met zout of sterk gekruid eten of sterk smakende kaassoorten of gecombineerd met het drinken van single malt whisky. 

## Ongerookte lapsang souchong
Buiten China vrijwel onbekend, bestaat er ook een ongerookte variant. De bladeren hebben dezelfde structuur als van de gerookte variant, ook de kleur is identiek. De thee heeft echter een zoetige smaak, zoals veel oolongtheesoorten uit Fujian.